# Toni Fejzula
Toni Fejzula (cyrillique serbe : Тони Фејзула), est un auteur et dessinateur de bande dessinée serbe né le 1er décembre 1980 à Belgrade (alors en Yougoslavie, aujourd’hui en Serbie).

## Œuvres
- Central zéro, scénario de Alex Nikolavitch, Soleil Productions

1. Les péchés du père, 2003

- Skybourne avec Frank Cho, Mike Carey, John Arcudi et Mike Perkins, 2017
- Spiro Anaconda, scénario de Jean-Marc Lainé
  - Zembla (Spécial), magazine, no 158-162 (épisode 1-4), 2001.
- chez ANKAMA EDITIONS :
  - Patria, 2021 ;
  - Forgotten Blade avec Tze Chun , 2023.